# Анопино (Вологодская область)
Анопино — деревня в Грязовецком районе Вологодской области.
Входит в состав Юровского муниципального образования, с точки зрения административно-территориального деления — в Юровский сельсовет.
Расстояние по автодороге до районного центра Грязовца — 13 км, до центра муниципального образования Юрово — 7 км. Ближайшие населённые пункты — Степурино, Князево, Гари.
По переписи 2002 года население — 14 человек.